# Ablación (general)
No debe confundirse con abrasión (desambiguación), oblación o ablución.

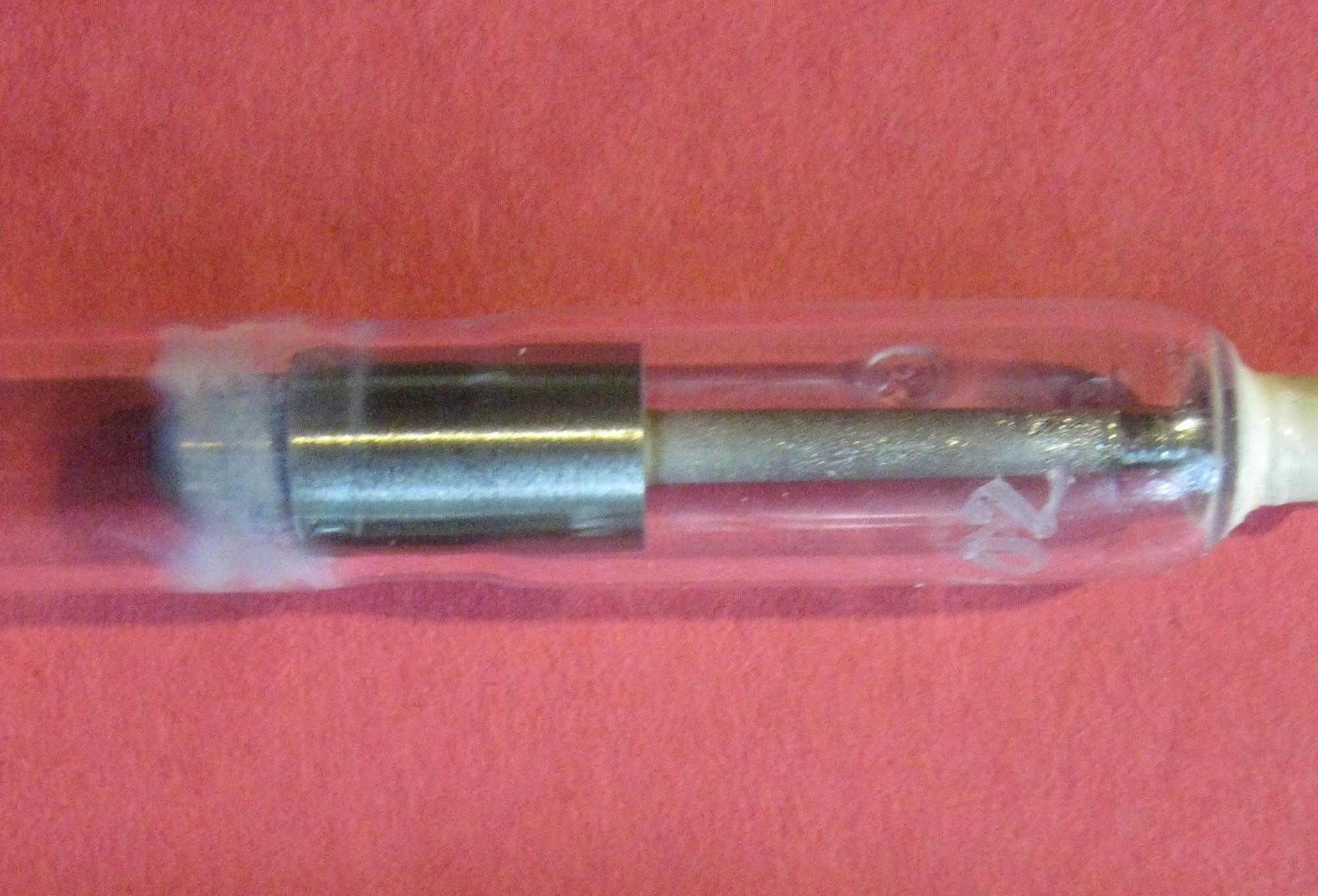
Ablación cerca del electrodo en un tubo fluorescente. El arco eléctrico de alta energía erosiona lentamente el vidrio, dejando un aspecto esmerilado.

La ablación (del latín: ablatio - eliminación) es la eliminación o destrucción de algo de un objeto mediante vaporización, astillado, procesos erosivos o por otros medios. A continuación se describen ejemplos de materiales ablativos, como el material de las naves espaciales para el ascenso y la reentrada atmosférica, el hielo y la nieve en glaciología, los tejidos biológicos en medicina y los materiales de protección pasiva contra incendios.

## Inteligencia artificial
Más información: Ablación (inteligencia artificial)
En inteligencia artificial (IA), especialmente en aprendizaje automático, la ablación es la eliminación de un componente de un sistema de IA. El término es por analogía con la biología: eliminación de componentes de un organismo.

## Biología
Más información: Ablación constitutiva
La ablación biológica es la eliminación de una estructura o funcionalidad biológica.
La ablación genética es otro término para el silenciamiento génico, en el que la expresión génica se suprime mediante la alteración o eliminación de la información de la secuencia genética. En la ablación celular, se destruyen o eliminan células individuales de una población o cultivo. Ambas pueden utilizarse como herramientas experimentales, como en los experimentos de pérdida de función.

## Electroablación
La electroablación es un proceso que elimina material de una pieza metálica para reducir la rugosidad de la superficie.
La electroablación rompe las superficies de óxido muy resistentes, como las del titanio y otros metales y aleaciones exóticos, sin fundir el metal o la aleación no oxidados subyacentes. Esto permite un acabado superficial muy rápido.
El proceso es capaz de proporcionar acabado superficial a una amplia gama de metales y aleaciones exóticos y ampliamente utilizados, incluidos: titanio, acero inoxidable, niobio, cromo-cobalto, Inconel, aluminio y una gama de aceros y aleaciones ampliamente disponibles.
La electroablación es muy eficaz para conseguir altos niveles de acabado superficial en orificios, valles y superficies ocultas o internas de piezas metálicas.
El proceso es especialmente aplicable a componentes producidos mediante procesos de fabricación aditiva, como metales impresos en 3D. Estos componentes suelen producirse con niveles de rugosidad muy superiores a 5-20 micras. La electroablación puede utilizarse para reducir rápidamente la rugosidad de la superficie a menos de 0,8 micras, lo que permite utilizar el postproceso para el acabado de superficies de producción en volumen.

## Glaciología
Más información: Zona de ablación
En glaciología y meteorología, la ablación -lo contrario de la acumulación- se refiere a todos los procesos que eliminan la nieve, el hielo o el agua de un glaciar o campo de nieve. La ablación se refiere a la fusión de la nieve o el hielo que se escurre del glaciar, la evaporación, la sublimación, el desprendimiento o la eliminación erosiva de la nieve por el viento. La temperatura del aire suele ser el factor dominante de la ablación, mientras que las precipitaciones ejercen un control secundario. En un clima templado, durante la estación de ablación, las tasas de ablación suelen rondar los 2 mm/h. Cuando la radiación solar es la causa dominante de la ablación de la nieve (por ejemplo, si las temperaturas del aire son bajas en cielos despejados), pueden aparecer en la superficie de la nieve texturas características de la ablación, como los "suncups" y los "penitentes".
La ablación puede referirse tanto a los procesos de eliminación del hielo y la nieve como a la cantidad de hielo y nieve eliminados.
También se ha demostrado que los glaciares cubiertos de escombros influyen enormemente en el proceso de ablación. En la parte superior de los glaciares puede haber una fina capa de escombros que intensifica el proceso de ablación por debajo del hielo. Las partes cubiertas de escombros de un glaciar que experimenta ablación se dividen en tres categorías: acantilados de hielo, lagunas y escombros. Estas tres secciones permiten a los científicos medir el calor digerido por la zona cubierta de escombros y se calcula. Los cálculos dependen de la superficie y de las cantidades netas de calor absorbido en relación con la totalidad de las zonas cubiertas de escombros. Este tipo de cálculos se realizan en varios glaciares para comprender y analizar los futuros patrones de deshielo.
La morrena (escombros glaciares) se desplaza por procesos naturales que permiten el movimiento pendiente abajo de los materiales en el cuerpo del glaciar. Se observa que si la pendiente de un glaciar es demasiado alta, los escombros seguirán desplazándose a lo largo del glaciar hasta un lugar más alejado. Los tamaños y ubicaciones de los glaciares varían en todo el mundo, por lo que dependiendo del clima y la geografía física las variedades de escombros pueden diferir. El tamaño y la magnitud de los escombros dependen de la zona del glaciar y pueden variar desde fragmentos del tamaño del polvo hasta bloques del tamaño de una casa.
Se han realizado muchos experimentos para demostrar el efecto de los escombros en la superficie de los glaciares. Yoshiyuki Fujii, profesor del Instituto Nacional de Investigación Polar, diseñó un experimento que demostró que la velocidad de ablación se aceleraba bajo una capa fina de escombros y se retrasaba bajo una gruesa, en comparación con la de una superficie de nieve natural. Esta ciencia es significativa debido a la importancia de la disponibilidad de recursos hídricos a largo plazo y de evaluar la respuesta de los glaciares al cambio climático. La disponibilidad de recursos naturales es uno de los principales motores de la investigación realizada en relación con el proceso de ablación y el estudio general de los glaciares.

## Ablación por láser
Artículo principal: ablación por láser

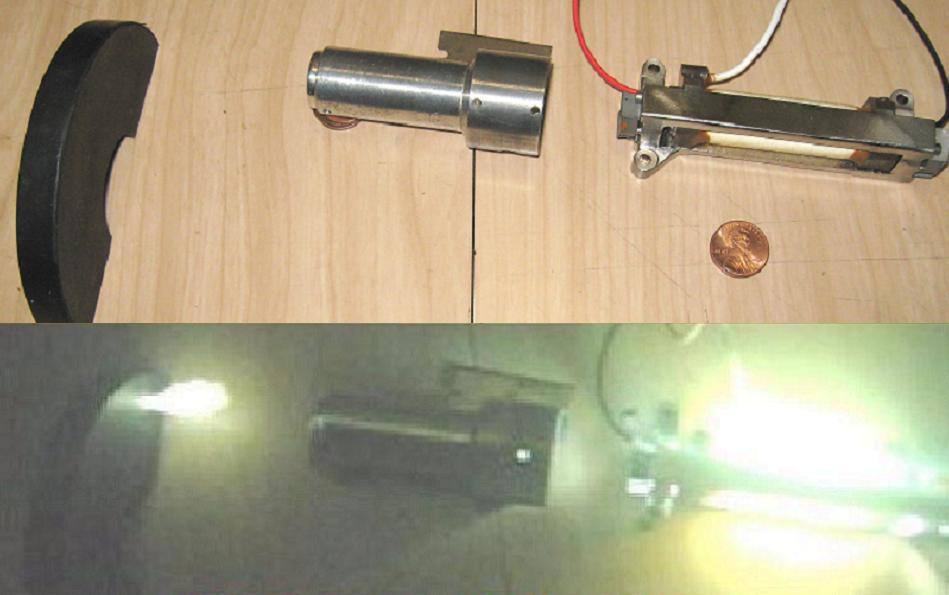
Un láser Nd:YAG perfora un bloque de nitrilo. La intensa ráfaga de radiación infrarroja abola el caucho altamente absorbente, liberando una erupción de plasma.

La ablación por láser se ve muy afectada por la naturaleza del material y su capacidad para absorber energía, por lo que la longitud de onda del láser de ablación debe tener una profundidad de absorción mínima. Aunque estos láseres pueden promediar una potencia baja, pueden ofrecer picos de intensidad y fluencia dados por:
{\displaystyle {\begin{aligned}{\text{Intensidad }}(\mathrm {W} /\mathrm {cm} ^{2})&={\frac {{\text{potencia media }}(\mathrm {W} )}{{\text{área del punto focal  }}(\mathrm {cm} ^{2})}}\\[5pt]{\text{Intensidad pico }}(\mathrm {W} /\mathrm {cm} ^{2})&={\frac {{\text{potencia pico }}(\mathrm {W} )}{{\text{área del punto focal  }}(\mathrm {cm} ^{2})}}\\[5pt]{\text{Fluencia }}(\mathrm {J} /\mathrm {cm} ^{2})&={\frac {{\text{energía del pulso láser }}(\mathrm {J} )}{{\text{área del punto focal }}(\mathrm {cm} ^{2})}}\end{aligned}}}
mientras que la potencia máxima es:
{\displaystyle {\text{Potencia pico }}(\mathrm {W} )={\frac {{\text{energía de pulso}}(\mathrm {J} )}{{\text{duración de pulso }}(\mathrm {s} )}}}
La ablación superficial de la córnea para varios tipos de cirugía refractiva ocular es ahora habitual, mediante un sistema de láser excimer (LASIK y LASEK). Dado que la córnea no vuelve a crecer, el láser se utiliza para remodelar las propiedades refractivas de la córnea con el fin de corregir errores de refracción, como el astigmatismo, la miopía y la hipermetropía. La ablación con láser también se utiliza para eliminar parte de la pared uterina en mujeres con problemas de menstruación y adenomiosis, en un proceso denominado ablación endometrial.
Recientemente, los investigadores han demostrado una técnica eficaz para la ablación de tumores subsuperficiales con un daño térmico mínimo para el tejido sano circundante, mediante el uso de un haz láser focalizado procedente de una fuente láser de diodo de pulso ultracorto.

## Revestimientos de superficies marinas
Las pinturas antiincrustantes y otros revestimientos relacionados se utilizan habitualmente para evitar la acumulación de microorganismos y otros animales, como los percebes, en las superficies inferiores del casco de embarcaciones marítimas de recreo, comerciales y militares. A menudo se utilizan pinturas ablativas para evitar la dilución o desactivación del agente antiincrustante. Con el tiempo, la pintura se descompone lentamente en el agua, dejando al descubierto compuestos antiincrustantes frescos en la superficie. La ingeniería de los agentes antiincrustantes y de la tasa de ablación puede producir una protección duradera contra los efectos nocivos de las bioincrustaciones.

## En medicina
En medicina, la ablación es la eliminación de una parte de tejido biológico, generalmente mediante cirugía. La ablación superficial de la piel (dermoabrasión, también llamada resurfacing porque induce la regeneración) puede realizarse mediante productos químicos (quimioablación), láser (ablación láser), congelación (crioablación) o electricidad (fulguración). Su finalidad es eliminar las manchas cutáneas, la piel envejecida, las arrugas, rejuveneciéndola. La ablación superficial también se emplea en otorrinolaringología para varios tipos de cirugía, como la de los ronquidos. La ablación por radiofrecuencia (ARF) es un método de eliminación de tejido aberrante del interior del organismo mediante procedimientos mínimamente invasivos, se utiliza para curar diversas arritmias cardiacas como la taquicardia supraventricular, el síndrome de Wolff-Parkinson-White (WPW), la taquicardia ventricular y, más recientemente, como tratamiento de la fibrilación auricular. El término se utiliza a menudo en el contexto de la ablación por láser, un proceso en el que un láser disuelve los enlaces moleculares de un material. Para que un láser pueda ablacionar tejidos, la densidad de potencia o fluencia debe ser alta, ya que de lo contrario se produce termocoagulación, que no es más que la vaporización térmica de los tejidos.
La rotablación es un tipo de limpieza arterial que consiste en introducir en la arteria afectada un dispositivo diminuto, con punta de diamante y forma de taladro, para eliminar los depósitos grasos o la placa. El procedimiento se utiliza en el tratamiento de cardiopatías coronarias para restablecer el flujo sanguíneo.
La ablación por microondas (MWA) es similar a la RFA pero con frecuencias más altas de radiación electromagnética.
La ablación con ultrasonidos focalizados de alta intensidad (HIFU) elimina tejido del interior del cuerpo de forma no invasiva.
La ablación de médula ósea es un proceso por el que se eliminan las células de la médula ósea humana como preparación para un trasplante de médula ósea. Se realiza mediante quimioterapia de alta intensidad e irradiación corporal total. Como tal, no tiene nada que ver con las técnicas de vaporización descritas en el resto de este artículo.
La ablación de tejido cerebral se utiliza para tratar ciertos trastornos neurológicos, en particular la enfermedad de Parkinson, y a veces también trastornos psiquiátricos.
Recientemente, algunos investigadores han informado  resultados satisfactorios con la ablación genética. En concreto, la ablación genética es potencialmente un método mucho más eficaz para eliminar células no deseadas, como las tumorales, ya que podría generarse un gran número de animales carentes de células específicas. Las líneas ablacionadas genéticamente pueden mantenerse durante un periodo prolongado y compartirse con la comunidad investigadora. Investigadores de la Universidad de Columbia informan de caspasas reconstituidas combinadas de C. elegans y humanos, que mantienen un alto grado de especificidad de diana. Las técnicas de ablación genética descritas podrían resultar útiles en la lucha contra el cáncer.

## Protección pasiva contra incendios
Los productos ignífugos y cortafuegos pueden ser de naturaleza ablativa. Esto puede significar materiales endotérmicos, o simplemente materiales que son sacrificables y se "gastan" con el tiempo mientras están expuestos al fuego, como los productos cortafuegos de silicona. Si se les somete al fuego o al calor durante el tiempo suficiente, estos productos se carbonizan, se desmoronan y desaparecen. La idea es poner suficiente cantidad de este material en el camino del fuego para que se pueda mantener un nivel de clasificación de resistencia al fuego, como se demuestra en una prueba de incendio. Los materiales ablativos suelen tener una gran concentración de materia orgánica que el fuego reduce a cenizas. En el caso de la silicona, el caucho orgánico rodea polvo de sílice muy finamente dividido (hasta 380 m² de superficie combinada de todas las partículas de polvo por gramo de este polvo. Cuando el caucho orgánico se expone al fuego, se convierte en cenizas y deja atrás el polvo de sílice con el que se inició el producto.

## Ablación de discos protoplanetarios
Los discos protoplanetarios son discos circunestelares giratorios de gas denso y polvo que rodean a estrellas jóvenes recién formadas. Poco después de la formación estelar, las estrellas suelen tener material circundante sobrante que aún está ligado gravitatoriamente a ellas, formando discos primitivos que orbitan alrededor del ecuador de la estrella, algo parecido a los anillos de Saturno. Esto ocurre porque la disminución del radio del material protoestelar durante la formación aumenta el momento angular, lo que significa que este material restante se convierte en un disco circunestelar aplanado alrededor de la estrella. Este disco circunestelar puede acabar convirtiéndose en lo que se conoce como disco protoplanetario: un disco de gas, polvo, hielo y otros materiales a partir del cual pueden formarse sistemas planetarios. En estos discos, la materia en órbita comienza a acumularse en el plano medio más frío del disco a partir de granos de polvo y hielo que se adhieren entre sí. Estas pequeñas acumulaciones pasan de ser guijarros a rocas, a planetas bebé, llamados planetesimales, luego protoplanetas y, finalmente, planetas completos.
Como se cree que las estrellas masivas pueden desempeñar un papel en el desencadenamiento activo de la formación estelar (introduciendo inestabilidades gravitatorias, entre otros factores), es plausible que estrellas jóvenes y más pequeñas con discos vivan relativamente cerca de estrellas más viejas y masivas. Las observaciones ya han confirmado que este es el caso en algunos cúmulos, como el del Trapecio. Dado que las estrellas masivas tienden a colapsar al final de sus vidas mediante supernovas, se está investigando qué papel desempeñaría la onda de choque de una explosión de este tipo, y el remanente de supernova (SNR) resultante, si se produjera en la línea de fuego de un disco protoplanetario. Según simulaciones en computadora, una SNR que chocara contra un disco protoplanetario provocaría una ablación significativa del disco, y esta ablación arrancaría una cantidad importante de material protoplanetario del disco, pero no necesariamente destruiría el disco por completo. Este es un punto importante porque un disco que sobrevive a una interacción de este tipo con suficiente material sobrante para formar un sistema planetario podría heredar una química de disco alterada de la SNR, lo que podría tener efectos en los sistemas planetarios que se formen posteriormente.

## Vuelos espaciales
Artículo principal: reentrada atmosférica § Ablativo
En el diseño de naves espaciales, la ablación se utiliza tanto para refrigerar como para proteger piezas mecánicas y/o cargas útiles que, de otro modo, resultarían dañadas por temperaturas extremadamente altas. Dos aplicaciones principales son los escudos térmicos para naves espaciales que entran en una atmósfera planetaria desde el espacio y la refrigeración de toberas de motores de cohetes. Algunos ejemplos son el Módulo de Mando y Servicio de Apolo, que protegía a los astronautas del calor de la reentrada atmosférica, y el motor de cohete de segunda etapa Kestrel, diseñado para su uso exclusivo en un entorno de vacío espacial al no ser posible la convección del calor.
En un sentido básico, el material ablativo está diseñado para que, en lugar de que el calor se transmita a la estructura de la nave espacial, sólo la superficie exterior del material soporte la mayor parte del efecto de calentamiento. La superficie exterior se carboniza y se quema, pero muy lentamente, dejando al descubierto poco a poco nuevo material protector. El calor se aleja de la nave espacial gracias a los gases generados por el proceso de ablación y nunca penetra en el material de la superficie, por lo que las estructuras metálicas y otras estructuras sensibles que protegen permanecen a una temperatura segura. A medida que la superficie se quema y se dispersa en el espacio, el material sólido restante sigue aislando la nave del calor continuo y de los gases sobrecalentados. El espesor de la capa ablativa se calcula para que sea suficiente para sobrevivir al calor que encontrará en su misión.
Existe toda una rama de la investigación espacial dedicada a la búsqueda de nuevos materiales ignífugos para lograr el mejor rendimiento ablativo; esta función es fundamental para proteger a los ocupantes y la carga útil de las naves espaciales de una carga térmica que, de otro modo, sería excesiva. La misma tecnología se utiliza en algunas aplicaciones de protección pasiva contra incendios, en algunos casos por los mismos proveedores, que ofrecen diferentes versiones de estos productos ignífugos, algunos para la protección aeroespacial y otros para la protección contra incendios estructurales.